# Varkja
Koordinaten: 58° 22′ N, 22° 9′ O
Varkja (deutsch Warkja) ist ein Dorf (estnisch küla) auf der größten estnischen Insel Saaremaa. Es gehört zur Landgemeinde Saaremaa (bis 2017: Landgemeinde Kihelkonna) im Kreis Saare.

## Einwohnerschaft und Lage
Das Dorf hat heute keine Einwohner mehr (Stand 31. Dezember 2011). Es liegt 24 Kilometer nordwestlich der Inselhauptstadt Kuressaare.